# Donna Gurr
Donna Gurr, née le 18 février 1955 à Vancouver, est une nageuse canadienne.

## Biographie
Aux Jeux olympiques d'été de 1972 à Munich, Donna Gurr remporte la médaille de bronze à l'issue de la finale du 200m dos.